# Épinétron

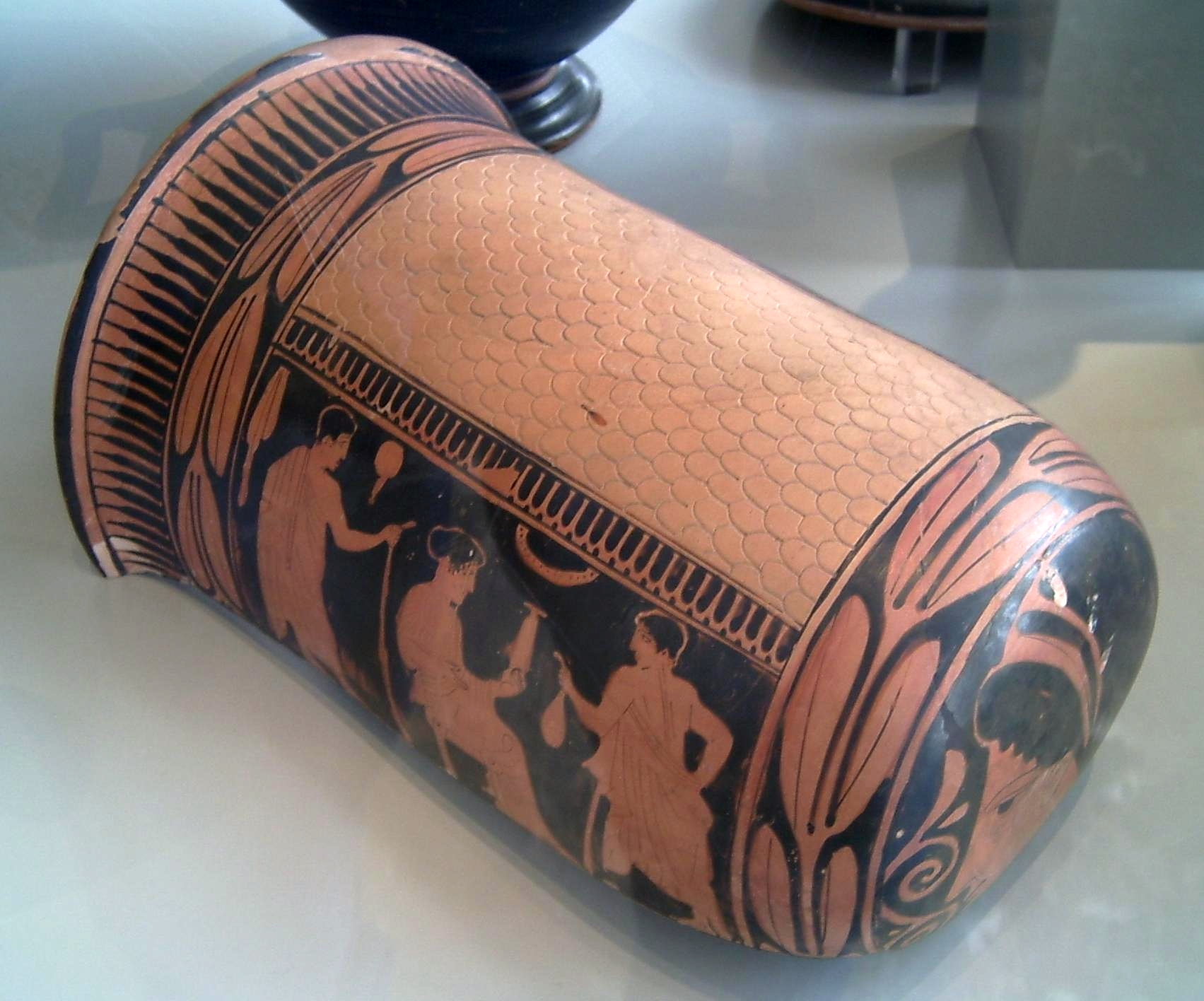
Épinétron attique, vers 450 avant notre ère

L'épinétron (grec ancien ἐπίνητρον) est un objet en céramique peinte en demi-cylindre fermé à une extrémité, utilisé dans l'antiquité. Bloqué au genou, il protégeait la cuisse des femmes grecques qui roulaient la laine dessus pour empêcher le suint de souiller leurs vêtements. Des versions ornementales étaient placées dans la tombe des jeunes filles non-mariées, ou consacrées dans des temples, ordinairement à la déesse Athéna.
Les épinétrons étaient souvent offerts en cadeau de mariage, décorés à leur extrémité de la tête ou du buste d'Aphrodite, des scènes de femmes filant ou même des amazones ornant les côtés.